# Acylomus championi
Acylomus championi is een keversoort uit de familie glanzende bloemkevers (Phalacridae). De wetenschappelijke naam van de soort werd in 1929 gepubliceerd door Alfred Hetschko.